# 杜宁武
杜宁武（1967年—），中国钢琴家，作曲家，广州星海音乐学院钢琴系室内乐教研室主任，第三届悉尼国际钢琴比赛第一名获得者，是中华人民共和国首位在国际钢琴比赛中获得最高奖的音乐家。
杜宁武著有《二十四首钢琴前奏曲》，中央音乐学院周广仁教授称其为“一百年以来，中国钢琴作品最宏伟的一部钢琴独奏套曲”，其中的《神龙飞舞》已被上海音乐学院收纳为考级教材。

## 生平
1967年，杜宁武出生于广东一个音乐家庭，六岁半开始学习钢琴。他早年跟随张孔凡、黄雅和李淇学习钢琴，并随父亲杜钳学习作曲，上小学的时候就已经在国内少年比赛中获奖。1979年，他考入上海音乐学院附中，师从肖酩。1983年，他首次参加国际钢琴比赛，在第二届东京国际音乐比赛中获得第5名。1985年，他在第三届悉尼国际钢琴比赛中获得第一名。此后，先后在澳大利亚、新加坡、香港、菲律宾、荷兰、德国、美国、英国等地巡演、灌制唱片。
上海音乐学院附中毕业后，杜宁武在美国茱莉亚学院钢琴系学习，师从罗素·谢尔曼和欧萨娜·雅布隆斯卡亚。在茱莉亚学院学习期间，他与美籍韩裔钢琴家沈惠莲相识，后结婚。2001年，两人获意大利衣布拉国际大赛钢琴双重奏大奖，2004年9月获挪威格里格钢琴国际比赛双钢琴和四手联弹两项第一名，以及格里格作品特别奖。2005年，两人定居广州，开始在星海音乐学院钢琴系任教。2016年，星海音乐学院钢琴系举行了杜宁武、沈惠莲夫妇星海任教十周年音乐会。

## 家族
杜宁武的祖父是韩国独立运动家金奎光，祖母是中国妇女运动先驱杜君慧。杜宁武的父亲杜钳为金奎光和杜君慧的长子。

## 著作
- 杜宁武:《二十四首钢琴前奏曲》，北京 人民音乐出版社 2015年，ISBN 978-7-103-05044-6